# La Montre paternelle
La Montre paternelle est le titre d'un épisode de la série télévisée d'animation Les Simpson. Il s'agit du dix-huitième épisode de la vingt-huitième saison et du 614e épisode de la série. Il est diffusé pour la première fois le 19 mars 2017 aux États-Unis.

## Synopsis
Après un nouveau bulletin catastrophique de Bart, Marge se désespère à l'idée qu'il rate sa vie. Craignant que son éducation soit la cause de l'échec scolaire de son fils, elle fait venir une experte en éducation pour donner une conférence à Springfield. Celle-ci prône une méthode qui consiste à encourager les enfants en les récompensant avec des trophées après la réalisation de n'importe quelle tâche.
Homer décide de profiter de la situation en ouvrant une boutique de trophées dans son propre garage et met Bart à contribution pour assembler les récompenses. Mais après s'être aperçu que son fils se contentait de coller les pièces avec du chewing-gum, Homer perd patience et le traite de bon à rien. Déprimé, Bart se rend à la maison de retraite de Springfield retrouver son grand-père qui le console et décide de lui offrir un bien très précieux que se sont transmis tous les hommes de la famille sur plusieurs générations : une montre à gousset. Abraham révèle aussi à son petit-fils que Homer a toujours secrètement désiré cet objet, mais qu'il ne le lui a jamais donné.
Par ailleurs, Lisa s'oppose à ce que les enfants soient systématiquement récompensés par des trophées pour accomplir des tâches quelconques et désapprouve la méthode...

## Réception
Lors de sa première diffusion l'épisode a attiré 2,4 millions de téléspectateurs.